# Chongqing Liangjiang Athletic
Chongqing Liangjiang Athletic (chiń. upr. 重庆两江竞技, chiń. trad. 重慶兩江競技) – chiński klub piłkarski, grający w Chinese Super League, mający siedzibę w mieście Chongqing.

## Historia nazw
- 1995: Qianwei (Vanguard) Wuhan (前卫武汉)
- 1995: Qianwei (Vanguard) FC (前卫俱乐部)
- 1996–1998: Qianwei (Vanguard) Huandao (前卫寰岛)
- 1999–2000: Chongqing Longxin (重庆隆鑫)
- 2000–2002: Chongqing Lifan (重庆力帆)
- 2003: Chongqing Lifan Xinganjue (重庆力帆新感觉)
- 2004: Chongqing Qiche (重庆奇伡)
- 2005–2016: Chongqing Lifan (重庆力帆)
- 2017–2020: Chongqing Dangdai Lifan (重庆当代力帆)
- 2021–: Chongqing Liangjiang Athletic (重庆两江竞技)

## Stadion
Domowe mecze klub rozgrywa na stadionie o nazwie Chongqing Olympic Sports Centre w Chongqing, który może pomieścić 58680 widzów.

## Sukcesy

### Ligowe
- Jia B/China League One

mistrzostwo (2) : 1996, 2014

### Pucharowe
- Puchar Chin

zwycięstwo (1) : 2000
- Superpuchar Chin

finał (1) : 2000

## Historia występów w pierwszej lidze
| Sezon | Pozycja      | M  | Pkt. | Z  | R  | P  | GZ | GS |
| ----- | ------------ | -- | ---- | -- | -- | -- | -- | -- |
| 1997  | 5.           | 22 | 29   | 8  | 5  | 9  | 28 | 28 |
| 1998  | 7.           | 26 | 32   | 8  | 8  | 10 | 29 | 29 |
| 1999  | 4.           | 26 | 40   | 10 | 10 | 6  | 40 | 27 |
| 2000  | 4.           | 26 | 41   | 10 | 11 | 5  | 46 | 33 |
| 2001  | 11.          | 26 | 31   | 7  | 10 | 9  | 24 | 27 |
| 2002  | 6.           | 28 | 41   | 10 | 11 | 7  | 28 | 25 |
| 2003  | 13.          | 28 | 26   | 6  | 8  | 14 | 21 | 34 |
| 2004  | 12.          | 22 | 21   | 4  | 9  | 9  | 14 | 31 |
| 2005  | 14.          | 26 | 13   | 2  | 7  | 17 | 16 | 41 |
| 2006  | 15. (spadek) | 28 | 16   | 3  | 7  | 18 | 20 | 51 |
| 2009  | 16.          | 30 | 29   | 7  | 8  | 15 | 27 | 51 |
| 2010  | 15. (spadek) | 30 | 30   | 7  | 9  | 14 | 36 | 48 |
| 2015  | 8.           | 30 | 35   | 9  | 8  | 13 | 37 | 52 |

## Reprezentanci kraju grający w klubie
Stan na maj 2016.
| - Chen Lei - Feng Zhigang - Fu Bin - Gao Feng - Han Jinming - Jiang Feng - Li Jian - Lei Chen - Liu Yu - Peng Weiguo - Shi Jun - Song Zhenyu - Sun Jihai - Wang Dong - Xie Hui - Wang Anzhi - Wei Xin - Wu Wenbing - Xu Yang - Zhang Chiming - Zhao Faqing - Johnson Macabá - Emanuel Gigliotti - Adrian Leijer - Gualberto Mojica | - Želimir Terkeš - Milen Georgiew - Miroslav Bičanić - Ivan Bošnjak - Goran Milović - Dejan Računica - Christophe Cocard - Daniel Quaye - Giorgi Czichradze - Jean-Dénis Wanga - Andrés Gonzáles Luján - Cheo Se-kwon - Jung Woo-young - Jonathan Sogbie - Rachid Azzouzi - Issam El Adoua - Nelson Cabrera - Jacinto Rodríguez - Mark Williams - Achrik Cwejba - Andrew Mwesigwa - Huỳnh Đức Lê - Wilfred Mugeyi - Agent Sawu |

## Skład na sezon 2016
| Nr | Poz. | Piłkarz        |
| -- | ---- | -------------- |
| 1  | BR   | Deng Xiaofei   |
| 2  | OB   | Li Fang        |
| 3  | OB   | Yang Yun       |
| 4  | OB   | Luo Qin        |
| 5  | OB   | Sui Donglu     |
| 6  | PO   | Wang Dong      |
| 7  | PO   | Feng Jing      |
| 8  | PO   | Ding Jie       |
| 9  | OB   | Liu Yu         |
| 10 | NA   | Jael Ferreira  |
| 11 | PO   | Wu Qing        |
| 12 | PO   | Xu Xiaobo      |
| 13 | PO   | Zheng Yi       |
| 14 | PO   | Jung Woo-young |
| 15 | OB   | Goran Milović  |

| Nr | Poz. | Piłkarz           |
| -- | ---- | ----------------- |
| 16 | PO   | Wang Weicheng     |
| 17 | BR   | Sui Weijie        |
| 18 | PO   | Xu Yang           |
| 19 | NA   | Zhang Cheng       |
| 20 | NA   | Liu Weidong       |
| 21 | OB   | Chen Lei          |
| 22 | PO   | Cui Yongzhe       |
| 23 | BR   | Wang Min          |
| 25 | PO   | Peng Xinli        |
| 26 | PO   | Sun Zhengyang     |
| 28 | OB   | Fan Peipei        |
| 30 | OB   | Tan Wangsong      |
| 31 | BR   | Chen Anqi         |
| 32 | NA   | Fernandinho       |
| 33 | NA   | Emanuel Gigliotti |

## Trenerzy klubu
Stan na listopad 2021.
| - Klaus Schlappner (1996–97) - Lee Jang-soo (1998–01) - Edson Tavares (2002–03) - Miloš Hrstić (2003) - Yu Dongfeng (2004) - Viorel Hizo (2004–05) - Ma Lin (2005) - Xu Hong (2006) - Wei Xin (2007–09) - Arie Haan (2009) - Wei Xin (tymczasowo) (2009–10) | - Li Shubin (2010) - Wei Xin (tymczasowo) (2010) - Liu Jingbiao (2011) - Lawrie McKinna (2012) - Tang Yaodong (2012) - Wang Baoshan (2013–2015) - Chang Woe-ryong (2015–2017) - Paulo Bento (2018) - Hao Haitao (tymczasowo) (2018) - Jordi Cruijff (2018–2019) - Chang Woe-ryong (2019–) |